# Wolframit

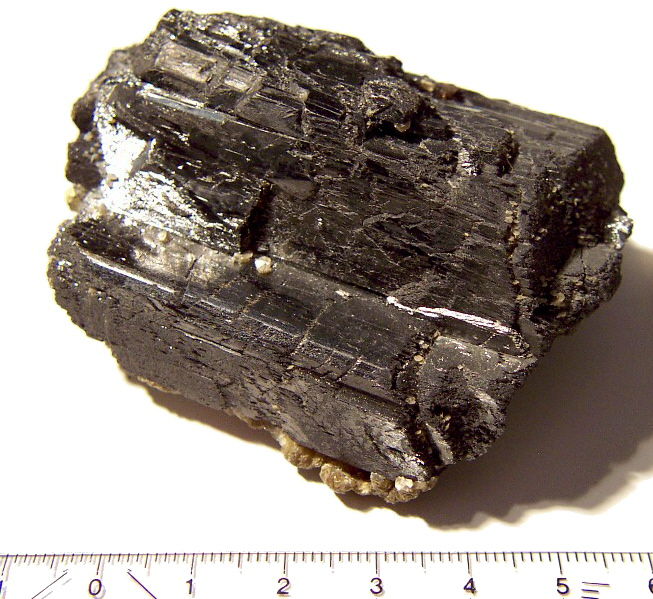
Wolframit aus Portugal

Wolframit ist ein Mischkristall aus den Mineralen Ferberit und Hübnerit (und somit kein eigenständiges Mineral). Die chemische Formel beim Wolframit wird daher mit (Fe,Mn)WO4 angegeben. Die Klammerschreibweise bedeutet, dass Eisen (Fe) und Mangan (Mn) in beliebigem Mischungsverhältnis zueinander stehen können, jedoch immer im selben Verhältnis zu den restlichen Bestandteilen des Minerals auftreten.
Darüber hinaus ist Wolframit Namensgeber für eine ganze Gruppe chemisch und strukturell ähnlicher Minerale, der Wolframitgruppe:
- Ferberit (Fe2+WO4) – anerkannt
- Hübnerit (Mn2+WO4) – anerkannt
- Sanmartinit (ZnWO4) – anerkannt
- Wolframo-Ixiolith ((Fe,Mn,Nb)(Nb,W,Ta)O4) – diskreditiert
- Krasnoselskit (CoWO4) – hypothetisch (bisher nur synthetische Herstellung, keine natürlichen Funde bekannt)
- Heftetjernit (IMA2006-056, ScTaO4) – anerkannt

Wie die Endglieder der lückenlosen Mischreihe Ferberit-Hübnerit kristallisieren auch die Wolframite im monoklinen Kristallsystem. Die Mohshärte beträgt 4 bis 4,5 und die Dichte schwankt je nach Zusammensetzung zwischen 7,58 (Ferberit) und 7,12 bis 7,18 (Hübnerit). Meist entwickeln körnige bis massige Aggregate, manchmal aber auch kurze, prismatische bis tafelige Kristalle von braunschwarzer bis schwarzer Farbe.

## Bildung und Fundorte

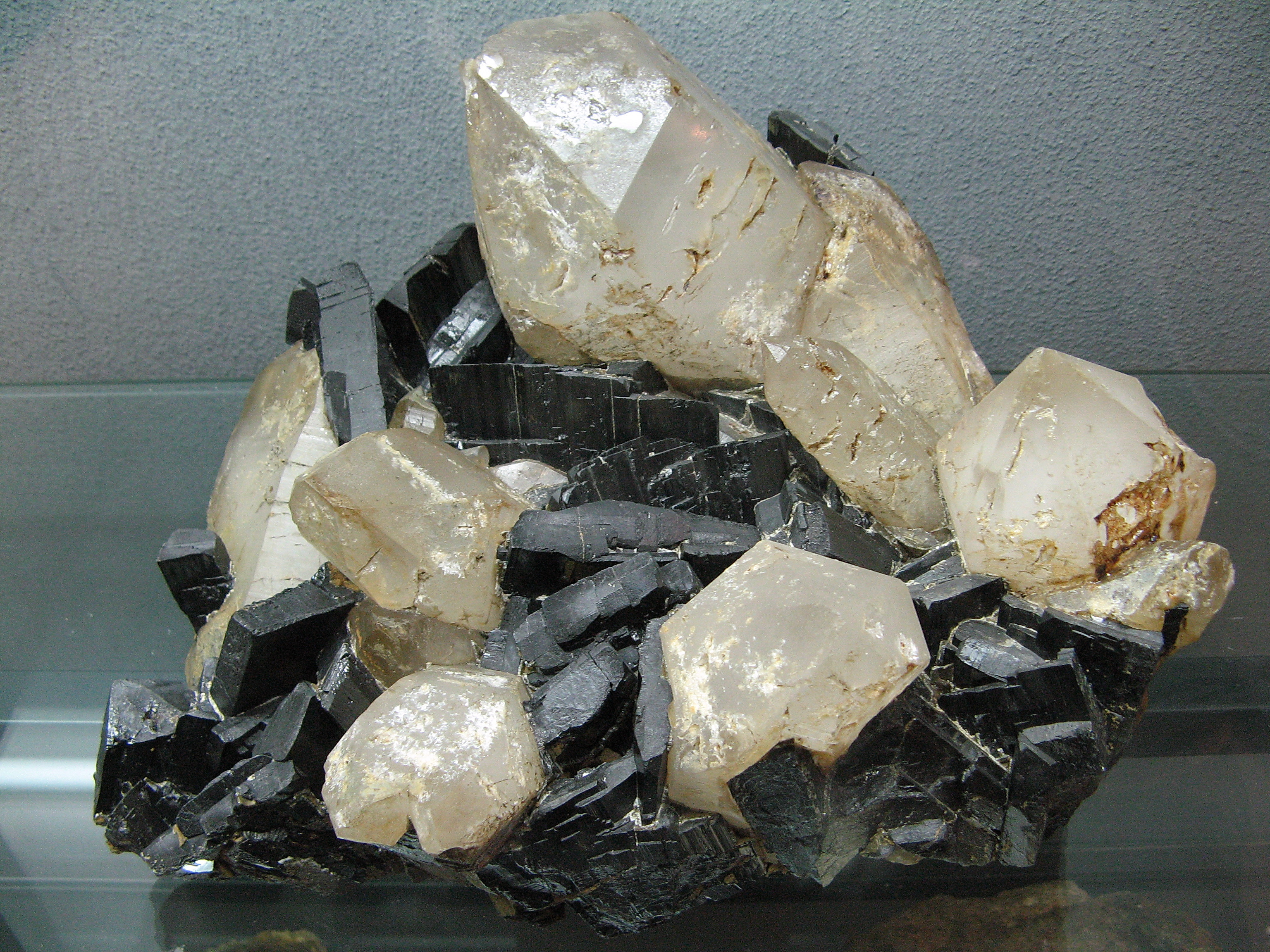
Wolframit und Quarz

Wolframite bilden sich hydrothermal bei hohen Temperaturen vorwiegend in quarzhaltigen Pegmatitgängen und pneumatolytischen Lagerstätten. Begleitminerale sind Kassiterit und in geringer Menge auch andere Erzminerale wie Sphalerit (Zinkblende) oder Galenit (Bleiglanz) sowie aufgrund der Bildungsbedingungen die Pegmatitminerale Quarz, Apatite, Turmaline, Molybdänit und Fluorit.
In Europa fanden sich früher bedeutendere Lagerstätten bei der spanischen Stadt A Coruña und der portugiesischen Lagerstätte Panasqueira. Kurzzeitig erfolgte der Abbau bei Neudorf (Harz) sowie im Erzgebirge bei Aue und Zinnwald-Georgenfeld. Eine weitere Lagerstätte in Deutschland befand sich im vogtländischen Pechtelsgrün. In der Wolframitgrube Pechtelsgrün wurde von 1938 bis 1968 Wolframerz gefördert.
Seit einiger Zeit kommen die weitaus größten Mengen aus der Provinz Hunan in China, etwas Material stammt auch aus Bolivien (Tasna). Gefunden wurde er auch in den südamerikanischen Anden und in Rumänien. Von 1948 bis 1976 wurde die Wolframitlagerstätte von Bürentsogt (Mongolische Volksrepublik) bis zur Erschöpfung ausgebeutet.